# Chalmecacihuilt

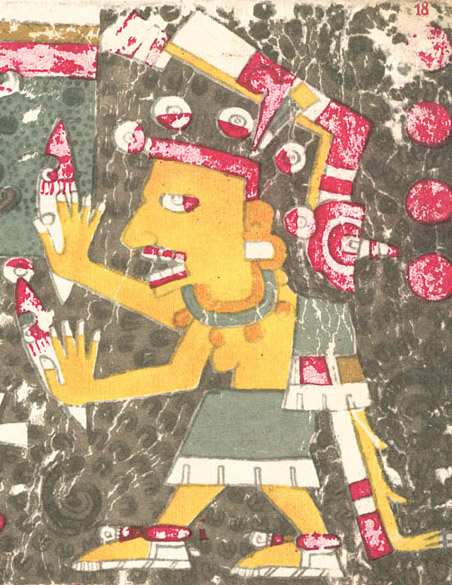
Chalmecacihuilt retratado no Codex Borgia

Chalmecacihuilt, na mitologia asteca, é um deus do mundo subterrâneo (Mictlan), e do sacrifício.